# Малуда, Лесли
Лесли Маргарит Малуда (фр. Lesly Marguerite Malouda; 16 ноября 1983, Куру) — французский футболист, выступавший на позиции левого защитника. Младший брат футболиста Флорана Малуда, известного по выступлениям за лондонский «Челси» и сборную Франции.

## Карьера
Лесли Малуда обучался в центре подготовки «Ланса». С 1998 по 2006 годы француз выступал за дублирующую команду — «Ланс B». В 2005 году он был отдан в аренду на один сезон в команду французской Лиги 2 «Истр». После окончания сезона 2005/06, Малуда на протяжении трёх лет играл в любительских командах. В июне 2009 года подписал контракт с «Дижоном».